# Heteronevron diversifolium
Heteronevron diversifolium là một loài dương xỉ trong họ Lomariopsidaceae. Loài này được F mô tả khoa học đầu tiên năm 1845.
Danh pháp khoa học của loài này chưa được làm sáng tỏ. 